# 珀西·赫顿
珀西·赫顿（英語：Percy Hutton，1876年10月2日—1951年10月1日），澳大利亚男子草地滚球运动员。他曾代表澳大利亚参加1938年大英帝国运动会草地滚球比赛，联同霍华德·米尔德伦获得双人银牌。